# Scorpaenodes corallinus
Scorpaenodes corallinus és una espècie de peix pertanyent a la família dels escorpènids.

## Descripció
- Fa 5,4 cm de llargària màxima.[5][6]

## Hàbitat
És un peix marí, associat als esculls de corall i de clima tropical que viu entre 0-18 m de fondària.

## Distribució geogràfica
Es troba des de l'Àfrica oriental fins a la Polinèsia francesa.

## Observacions
És inofensiu per als humans.